# 仙養村
仙養村（せんようむら）は、広島県神石郡にあった村。現在の神石郡神石高原町の一部にあたる。

## 地理
仙養ヶ原に位置していた。

## 歴史
- 1889年（明治22年）4月1日、町村制の施行により、神石郡上野村、近田村、花済村、李村が発足[3]。
- 1897年（明治30年）7月11日、上記4村が合併して仙養村が発足[1][2]。旧村名を継承した上野、近田、花済、李の4大字を編成[2]。
- 1956年（昭和31年）3月31日、神石郡油木町と合併し、油木町が存続して廃止された[1][2]。

### 地名の由来
仙養ヶ原（仙養カ原）による。

## 産業
- 農業、コンニャクイモ、葉煙草、畜牛、養蚕[2]

## 陸軍施設
- 福山歩兵連隊演習場[2]